# دو وي
دو وي (بالصينية: 杜威)، من مواليد 9 فبراير 1982 في لويانغ في الصين، لاعب كرة قدم صيني، وهو يلعب مع نادي شانغهاي شينهوا الصيني ومنتخب الصين لكرة القدم.
بدأ دو وي مسيرته الاحترافية مع نادي شانغهاي شينهوا في عام 2002، ولعب معهم حتى عام 2005، وقد شارك في تلك الفترة في 78 مباراة وسجل 3 أهداف، وفي موسم 2005/2006 انتقل إلى نادي سيلتيك الإسكتلندي ولعب له مباراة واحدة ولم يسجل أي هدف، وعاد في عام 2006 إلى نادي شانغهاي شينهوا.
و قد اختير دو وي كأفضل لاعب شاب في آسيا في عام 2001.

## روابط خارجية
- دو وي على موقع الاتحاد الدولي (مؤرشف)  (الإنجليزية)
- دو وي على موقع قاعدة بيانات كرة القدم.إي يو (الإنجليزية)
- دو وي على موقع ناشيونال فوتبول تيمز (الإنجليزية)
- دو وي على موقع Soccerway.com (الإنجليزية)
- دو وي على موقع كووورة